# Karimat El-Sayed
Karimat Mahmoud El-Sayed (arabisch كريمات السيد, DMG Karīmāt as-Sayyid) (* 10. Dezember 1933 in Meet El-Kholy Mokmen, Dakahlia; † 21. November 2016) war eine ägyptische Physikerin und zuletzt Professorin für Kristallographie an der Ain-Shams-Universität in Kairo. Sie wurde vor allem für ihre Forschung auf dem Gebiet der Materialwissenschaften bekannt, insbesondere in Bezug auf magnetische und dielektrische Materialien sowie Nanokomposite und Ferrite. Sie erhielt mehrere internationale Auszeichnungen, darunter den L’Oréal-UNESCO-Preis für Frauen in der Wissenschaft im Jahr 2003.

## Leben
El-Sayed studierte Mathematik und Physik an der Ain-Shams-Universität in Kairo. Ihre Mutter widersetzte sich zunächst ihrem Wunsch zu studieren, während ihr Vater, ein Arabischlehrer, ihre akademischen Ambitionen unterstützte. Inspiriert von der Wissenschaftlerin Marie Curie absolvierte sie ein Promotionsstudium am University College London, das sie 1965 abschloss.
Nach ihrer Rückkehr nach Ägypten trat El-Sayed eine Professur an der Ain-Shams-Universität an und baute die Physikabteilung an der König-Abdulaziz-Universität in Saudi-Arabien auf, deren Frauenabteilung sie 1975 gründete. Ab 1980 war sie Professorin für Materialwissenschaften an der Ain-Shams-Universität. Sie war mit einem Festkörperphysiker verheiratet und hatte drei Kinder, die ebenfalls Wissenschaftler wurden.
El-Sayed erhielt den First Order of Merit, eine hohe Auszeichnung des ägyptischen Präsidenten, und bekleidet leitende Positionen in zahlreichen nationalen und internationalen wissenschaftlichen Organisationen, darunter der Egyptian Society of Crystallography and Application und der International Union of Crystallography.

## Wirken
El-Sayeds Forschung befasste sich mit der Synthese und Charakterisierung magnetischer und dielektrischer Materialien, insbesondere Nanokomposite und Ferrite. Dabei untersuchte sie unter anderem den Einfluss von Synthesemethoden auf Mikrostruktur und magnetische Eigenschaften sowie strukturelle Veränderungen von Gläsern durch Dotierungstechniken.
Ein Schwerpunkt ihrer Arbeit lag auf der Identifizierung von Verunreinigungen in Materialien, die für die industrielle Metallurgie und Halbleitermaterialien relevant sind. Ihre Arbeit zur Korrelation der thermischen Schwingung einzelner Atome mit der thermischen Ausdehnung des untersuchten Materials wurde international anerkannt.
El-Sayed nutzte ihre Expertise in Synchrotronstrahlung für Anwendungen in Kunst und Archäologie und präsentierte ihre Forschung dazu an renommierten Institutionen wie dem Stanford Synchrotron Radiation Lightsource. Darüber hinaus setzt sie sich für die Förderung von Frauen in der Wissenschaft in Ägypten und der arabischen Welt ein.
Sie vertrat nachdrücklich die Überzeugung, dass berufstätige Frauen nicht nur sich selbst, sondern auch ihre Familien und die Gesellschaft bereichern, und setzt sich dafür ein, junge Frauen für Karrieren in den Naturwissenschaften zu motivieren. Als erste ägyptische Frau, die an internationalen wissenschaftlichen Konferenzen teilnahm, wurde sie selbst zum Vorbild für andere Frauen in der Region.